# Płonia (Racibórz)
Płonia (deutsch Plania) ist ein Stadtteil der Stadt Racibórz (Ratibor) im Powiat Raciborski (Landkreis Ratibor) in der Woiwodschaft Schlesien.

## Geografie
Płonia befindet sich im Osten von Racibórz. Westlich verläuft die Oder.

## Geschichte
1290 kam das Gebiet als Schenkung des Herzogs Primislaus von Ratibor in den Besitz der Stadt Ratibor. Auf der großen Aue, dem Planum, entstanden im 16. Jahrhundert Gärten. Später wurden diese Gärten mit Häusern bebaut und das Dorf Plania entstand.
1742 kam der Ort mit dem Großteil Schlesiens an Preußen. Der Ort wurde 1784 im Buch Beyträge zur Beschreibung von Schlesien als Plania erwähnt und lag im Kreis Ratibor des Fürstentums Ratibor und war im Besitz der Stadt Ratibor. Damals hatte er 19 Gärtner, 33 Häusler, eine Kuhmelkerei und 222 Einwohner. 1758 zählte der Ort 56 Häuslerstellen.
1862 wurde die Kolonie Plania eingemeindet. 1865 hatte Plania 19 Gärtner, 85 Häuslerstellen, eine Schule, eine Gärtnerei, eine Kohlen-Vecturanz, eine Korbflechterei und eine Windmühle. Die Einwohner waren nach Ostrog eingepfarrt. Im 19. Jahrhundert unterschied man zwischen den Orten Plania und Groß Plania. Ende des 19. Jahrhunderts entstanden im Ort die Siemens-Plania-Werke, welche bis 1945 bestanden. Die Werke wurden ursprünglich durch die Bleistiftfabrik Gebr. Hardtmuth aus Wien gegründet, um das Oberschlesische Industriegebiet mit Kohlestiften für Bogenlampen zu versorgen. Das Werk hatte eine Belegschaft von 850 bis 900 Arbeitern.
Am 1. April 1910 wurden die Gemeinde Plania und der Gutsbezirk Plania nach Ratibor eingemeindet. Plania verblieb nach der Teilung Oberschlesiens beim Deutschen Reich. Bis 1945 befand sich der Ort im Stadtkreis Ratibor.
1945 kam der bis dahin deutsche Ort unter polnische Verwaltung und wurde in Płonia umbenannt und der Woiwodschaft Schlesien angeschlossen. 1950 wurde er in die Woiwodschaft Oppeln und 1975 in die Woiwodschaft Kattowitz eingegliedert. 1999 kam der Ort zum wiedergegründeten Powiat Raciborski und zur neuen Woiwodschaft Schlesien.

## Sehenswürdigkeiten und Bauwerke
- Die Paschaliskirche, 1931 in einem ehemaligen Tanzsaal eingerichtet.
- Wegkapelle aus dem 19. Jahrhundert mit einer Figur des heiligen Johannes Nepomuk